# GPゾーン

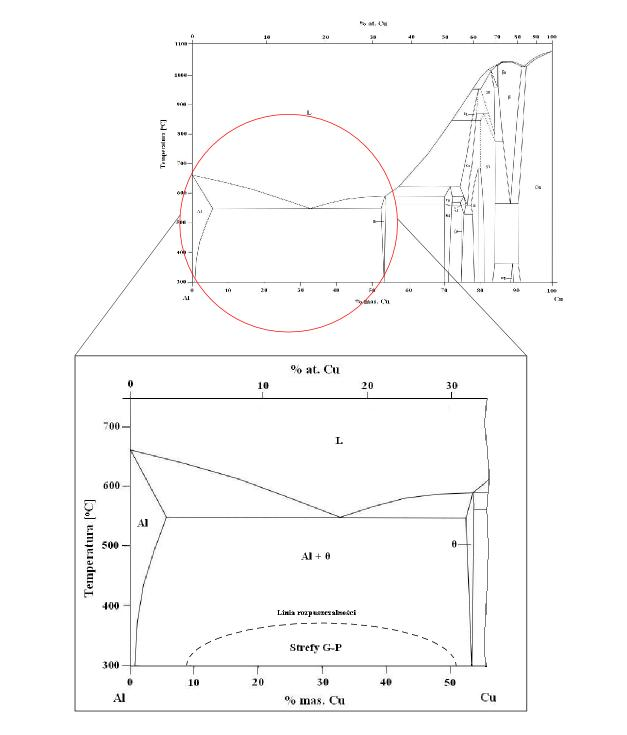
Al-Cuの二元状態図を拡張しGPゾーンを表した図（ポーランド語）

GPゾーン（英: Guinier-Preston zone）は、時効硬化型アルミニウム合金において、時効過程で母相中にあらわれる溶質原子の集合体である。

## 発見
1938年、A.Guinier（仏）と G.D.Preston（英）によって発見された。時効初期のAl-Cu合金に単色X線を照射した時、ラウエ斑点に見られる異常な線条（Streaks）模様の出現を解釈したものであり、発見者である両者は別個にこの線条を認め、これは母相の {001} 面上に平面上のCu原子の偏析が生じることによるものであるとした。
名称は彼らの名前にちなんだ名前となっているが、発見からしばらくの間は集合体を表すaggregate、cluster、complexなどが用いられ、日本では擬析出物と呼ばれることもあった。GPゾーンの名称をつけたのが誰なのかは定かではないが、1939年にアメリカ材料学会によってシカゴで行われたシンポジウム、Symposium on Precipitationの記録の「Age Hardening of Metals」にある論文ではすでにこの名称が見られる。しかし、フレデリック・ザイツによる1943年発行の書籍「The Physics of Metals」にはGuiniar-Preston aggregateとされており、名称が定着したのは戦後かなり経ってからではないかと推測される。

## 特徴
GPゾーンは平衡状態図に現れない不安定相である。しかし析出相が極めて微細であるために、転位の移動に対して大きな障害となる。そのため、これができた段階で材料は非常に硬くなる。その後さらに析出が進むにつれて、析出相はしだいに大きくなる。このとき析出相はまだ転位の移動の障害物として作用するものの、転位はその障害物を回り込む形で通過できるようになる。すなわち、複数の析出相が並んでいるところに転位が達したとき、析出相にぶつかるところでは転位が動けないものの、析出相の周囲を回りこむような形で転位は前進する。ここで、析出相を回り込んだ両側の転位は、逆符号となっているために接近して消滅する。結果として、析出相の周囲に転位線を残し、その他の部分の転位は前進することができる（オロワン（Orowan）のバイパス機構、オロワン機構）。
このことから、析出相ができた段階では材料の硬さは硬くなるが、時効が進みすぎ析出相がある程度以上大きくなると、かえって転位が動きやすくなるために、材料の軟化をもたらす（過時効）。